# Edoardo Zambanini
Edoardo Zambanini (Dro, 21 aprile 2001) è un ciclista su strada e pistard italiano che corre per il team Bahrain Victorious. Professionista dal 2022, nello stesso anno si è piazzato terzo in una tappa della Vuelta a España. Nel 2025, si è classificato secondo nella quinta tappa del Giro d'Italia.

## Palmarès

### Strada
- 2018 (Juniores)[1]

Gran Premio Sportivi di Badoere
Medaglia d'Oro G.S. Budriese
- 2019 (Juniores)[2]

Gran Premio Comune di Castellucchio
- 2021 (Zalf Euromobil Fior)

Coppa Ciuffenna

#### Altri successi
- 2020 (Zalf Euromobil Désirée Fior)

Classifica giovani Giro d'Italia Giovani Under 23

## Piazzamenti

### Grandi Giri
- Giro d'Italia

2023: 40º
2024: 27º
- Vuelta a España

2022: 35º

### Classiche monumento
- Milano-Sanremo

2025: 18º
- Liegi-Bastogne-Liegi

2025: 72º
- Giro di Lombardia

2022: 45º
2023: 107º

### Competizioni mondiali
- Campionati del mondo su pista

Aigle 2018 - Corsa a punti Junior: 12º
Francoforte sull'Oder 2019 - Corsa a punti Junior: 10º
- Campionati del mondo su strada

Yorkshire 2019 - In linea Junior: ritirato

### Competizioni continentali
- Campionati europei su pista

Aigle 2018 - Corsa a punti Junior: 8º
Gand 2019 - Inseguimento a squadre Junior: 4º
Gand 2019 - Corsa a punti Junior: 10º
- Campionati europei su strada

Alkmaar 2019 - In linea Junior: 10º
Trento 2021 - In linea Under-23: 30º